# Homoneura yangi
Homoneura yangi är en tvåvingeart som beskrevs av Gao och Yang 2005. Homoneura yangi ingår i släktet Homoneura och familjen lövflugor. Inga underarter finns listade i Catalogue of Life.